# Terje Kirsebom
Terje Kirsebom (16 luglio 1979) è un giocatore di calcio a 5 e calciatore norvegese, portiere del Bækkelaget e portiere del Kjelsås.

## Carriera

### Calcio a 5

#### Club
Kirsebom gioca per il Grorud, con cui ha vinto il campionato 2014-2015.

#### Nazionale
Kirsebom è stato convocato per la prima volta nella Nazionale di calcio a 5 norvegese in data 11 settembre 2014, in vista di due sfide amichevoli contro l'Italia. Il 18 settembre ha giocato la seconda delle due sfide, terminata con una sconfitta per 0-3.

### Calcio
Kirsebom ha cominciato a giocare a calcio nelle giovanili del Ringelia. Dal 1993 al 1996 è stato in forza al Søndre Land. Nel 1997 è passato al Toten, formazione in cui ha militato per un biennio. Nel 1999 è stato ingaggiato dal Raufoss, dove ha giocato per una stagione. Nel 2000 si è trasferito al Vang, ma lo stesso anno è passato nuovamente al Søndre Land. Dal 2003 al 2009 ha vestito la maglia dell'Ullern, per passare poi al Kjelsås nel 2010.